# União Africana e Malgaxe
A União Africana e Malgaxe (em francês: Union Africaine et Malgache (UAM)) foi uma organização intergovernamental criada para promover a cooperação entre novos Estados independentes na África francófona. A organização deriva seu nome do nome do continente africano e da antiga República Malgaxe, hoje Madagascar. A organização foi dissolvida em 1985. 

## História
A organização foi fundada em 12 de setembro de 1961 em Antananarivo por membros do Grupo Brazzaville de Estados de Língua Francesa que se desenvolveu a partir de uma reunião realizada em Brazzaville em dezembro de 1960. Doze países francófonos concordaram em manter relações estreitas, mas também uma relação especial com a antiga potência colonial, a França. Os objetivos originais eram econômicos e políticos: adotar posições comuns sobre questões internacionais, promover a cooperação econômica e cultural e manter uma organização de defesa comum. No entanto, isso causou um problema: a organização teria que depender da França. A diversidade, a geografia e os problemas pós-coloniais dos diferentes países impediram que a organização se tornasse significativa.
Em março de 1964, a UAM mudou seu nome para União Afro-Malgaxe para Cooperação Econômica (Union Africaine et Malgache de Coopération Économique; UAMCE). Moktar Ould Daddah foi eleito como presidente da organização, enquanto a cidade de Yaoundé foi escolhida como sede da sede. Posteriormente, limitou-se aos assuntos econômicos e, em 1966, tornou-se inativo.
A Organização Comum Africana e Malgaxe (Organização Comuna Africaine et Malgache; OCAM) foi o sucessor da UAMCE. Foi criado em Nouakchott em fevereiro de 1965 e compreendia os 12 membros originais da UAM com a adição do Togo. Em maio de 1965, seu número de membros foi aumentado pela admissão das ex-colônias belgas do Congo (Kinshasa) e Ruanda. Em junho de 1965, no entanto, a Mauritânia retirou-se. Os 14 restantes assinaram a nova carta da OCAM em 27 de junho, em uma reunião em Antananarivo, Madagascar. Os objetivos da organização eram a cooperação econômica, social, técnica e cultural. A OCAM abandonou os objetivos políticos e de defesa que seu antecessor, a UAM, havia tentado abraçar. Criou as estruturas de uma organização internacional: uma Conferência de Chefes de Estado e de Governo, um Conselho de Ministros, um Secretariado e um Secretário-Geral, e estabeleceu a sua sede em Bangui, na República Centro-Africana. Desenvolveu uma série de serviços conjuntos e destes o mais bem sucedido e mais conhecido é a companhia aérea multinacional Air Afrique. Em 1979, a companhia aérea foi separada da OCAM.
A história posterior da organização tornou-se cada vez mais conturbada. Maurício entrou em 1970. O Congo (Kinshasa), então rebatizado de Zaire, retirou-se em 1972; Congo (Brazzaville) em 1973; Camarões, Chade e Madagáscar em 1974; Gabão em 1977. No entanto, alguns desses países mantiveram seus vínculos com as várias agências da OCAM. Em 1982, a OCAM realizou uma cúpula em Abidjan, Costa do Marfim; tinha então mudado de nome, embora apenas para substituir Maurício por Madagáscar, para Organização Comuna Africaine et Mauricienne. A OCAM, também, deixou de funcionar. A organização foi oficialmente extinta em 1985.